# Radinkendorf
Radinkendorf (niedersorbisch Radyńk) ist ein Ortsteil der Stadt Beeskow im Landkreis Oder-Spree im Land Brandenburg. Die ehemals selbstständige Gemeinde wurde zum 6. Dezember 1993 in die Stadt Beeskow eingemeindet.

## Geographie
Radinkendorf liegt ca. 4,5 km Luftlinie nordwestlich von Beeskow. Die Gemarkung grenzt im Norden an den Wohnplatz Raßmannsdorf des Ortsteils Neubrück der Gemeinde Rietz-Neuendorf. Westlich fließt in Süd-Nord-Richtung die Spree am Ort vorbei. Südlich liegt das Stadtzentrum, westlich der Ortsteil Groß Rietz (ebenfalls zu Rietz-Neuendorf).

## Wirtschaft und Infrastruktur
Im Ort sind einige landwirtschaftliche Betriebe sowie mittelständische Dienstleister aktiv. Die Einwohner betreiben nebenberuflich Viehhaltung sowie Feld- und Gartenbau. Im Ort ist der Feuerwehrverein Radinkendorf aktiv.
Der Radwanderweg Tour Brandenburg führt entlang der Spree durch den Ort.